# Serbia Open 2009
Il torneo Serbia Open 2009 è stata una competizione tennistica che si giocata su campi in terra rossa. Le competizioni maschili si sono tenute a Belgrado, in Serbia, dal 2 maggio fino al 10 maggio 2009.

## Partecipanti

### Teste di serie
| Giocatore         | Nazionalità | Ranking* | Testa di serie |
| ----------------- | ----------- | -------- | -------------- |
| Novak Đoković     | Serbia      | 3        | 1              |
| Ivo Karlović      | Croazia     | 24       | 2              |
| Igor' Andreev     | Russia      | 25       | 3              |
| Andreas Seppi     | Italia      | 37       | 4              |
| Viktor Troicki    | Serbia      | 40       | 5              |
| Ivan Ljubičić     | Croazia     | 52       | 6              |
| Arnaud Clément    | Francia     | 54       | 7              |
| Christophe Rochus | Belgio      | 55       | 8              |

- Partecipanti basati sul ranking al 27 aprile 2009.

### Altri Partecipanti
Giocatori con la wild card:
- Filip Krajinović
- Arsenije Zlatanovic
- Marcos Baghdatis

Giocatori passati dalle qualificazioni:

- Victor Crivoi
- Flavio Cipolla
- Santiago Ventura
- Dominik Hrbatý
- Łukasz Kubot (lucky loser)

## Campioni

### Singolare
Novak Đoković ha battuto in finale  Łukasz Kubot con il punteggio di 6–3, 7–6(0)

### Doppio
Łukasz Kubot /  Oliver Marach hanno battuto in finale  Johan Brunström /  Jean-Julien Rojer con il punteggio di 6–2, 7–6(3)